# Доњи Постолар
Доњи Постолар (грч. Κάτω Απόστολοι, Като Апостоли) је насељено место у општини Кукуш у периферији Средишња Македонија, Грчка. Према попису из 2021. године било је 297 становника.
Према бугарском географу и историчару, Василу Канчову, у Постолару је 1900. године живело 240 Словена хришћана и 50 Рома. Током Другог балканског рата грчка војска је запалила село а становништво је протерано (већина се настанила у Струмици и Иловици, мањи део у Бугарској). После рата ту је смештено 55 досељеничких породица (грчке избеглице из Турске и гркоманске породице из околине Струмице). После Првог светског рата гркоманске породице су се вратиле у своја села а на њихово место је насељено још грчких избегличких породица из Турске. До 1924. године село Постолар је било једно насеље, када су у његовој близини подигнуте две махале (Средњи и Горњи Постолар) где су насељене грчке избеглице из Турске. На попису из 1940. године Доњи Постолар је имао 403 становника.